# Principato di Černihiv
Il Principato di Černihiv (in ucraino Чернігівське князівство?, Černihivske knyazivstvo, in russo Черниговское княжество?, Černigovskoe knjažestvo) fu un principato dell'epoca della Rus' di Kiev con capoluogo Černihiv. Fondato nel 1097, esistette fino al 1401 quando entrò a far parte del Granducato di Lituania.

## Posizione
La maggior parte del Principato era situato sulla riva sinistra del fiume Dnepr, entro i bacini dei fiumi Desna e Sejm. Il principato fu presumibilmente popolato in gran parte dalle tribù slave dell'Ucraina e in parte da polani del Dnepr. Successivamente il territorio del Principato fu esteso alle terre del Radimici e, in parte Vjatiči e Drehovici. La capitale del principato era la città di Černihiv, moderna Černihiv, e l'influenza del Principato di Černihiv si estese a Nord fino al Murom-Rjazan', e al sud-est fino al Tmutarakan'.

## Storia
Secondo la Cronaca degli anni passati, prima dell'XI secolo il principato fu governato dai locali (tribali) anziani e dai voivodi mandati da Kiev su nomina del Gran Principe per raccogliere gli omaggi da parte della popolazione locale, gestire i processi giudiziari, e difendere la terra dai nemici esterni. Negli anni 1024-1036 il principato di Černihiv passò sotto l'amministrazione del figlio del Vladimir I di Kiev, Mstislav di Černihiv che vi si recava da Tmutarakan'. Insieme con Jaroslav il Saggio, Mstislav governò il Rus' di Kiev, che elevò Černihiv ad uno dei centri più importanti dell'amministrazione all'interno della Rus'. Alla morte di Mstislav, Černihiv entrò a tutti gli effetti a far parte della Rus' di Kiev.
Dopo Jaroslav il Saggio il Principato di Černihiv passò ad uno dei suoi figli, il Gran Principe Sviatoslav II di Kiev, che diede origine al ramo Černihiv della dinastia Rurik. Durante la guerra civile degli Jaroslavici, Černihiv fu contesa tra figli di Svjatoslav e Vsevolod. Solo con la decisione del Congresso di Ljubeč (1097) i figli di Svjatoslav Oleg, Davyd, e i loro discendenti ottennero finalmente il principato per la loro famiglia, dando autonomia e stabilità.
Con il tempo, il Principato fu suddiviso in tre principati maggiori: Černihiv, Novgorod-Seversk e Murom-Rjazan', mentre Tmutarakan' a causa della sua lontananza fu spesso contestato e alla fine uscì dai domini. Murom e più tardi anche il Principato di Rjazan' si allontanarono dall'influenza di Černihiv e dopo qualche tempo entrarono nella sfera del Principato di Vladimir. Tuttavia l'influenza dei principi di Černihiv rimase elevata tanto da mantenere ancora il titolo di gran principe, mentre la capitale fu uno dei più grandi centri economici e culturali della Rus' di Kiev.

## Sovrani
.